# Turkiestan
Turkiestan (pers. ‏ترکستان‎ – dosłownie „kraj Turków”) – część Azji Środkowej leżąca pomiędzy Syberią na północy a Tybetem, Indiami i Afganistanem na południu, oraz Morzem Kaspijskim na zachodzie i wschodnią Mongolią i pustynią Gobi na wschodzie.

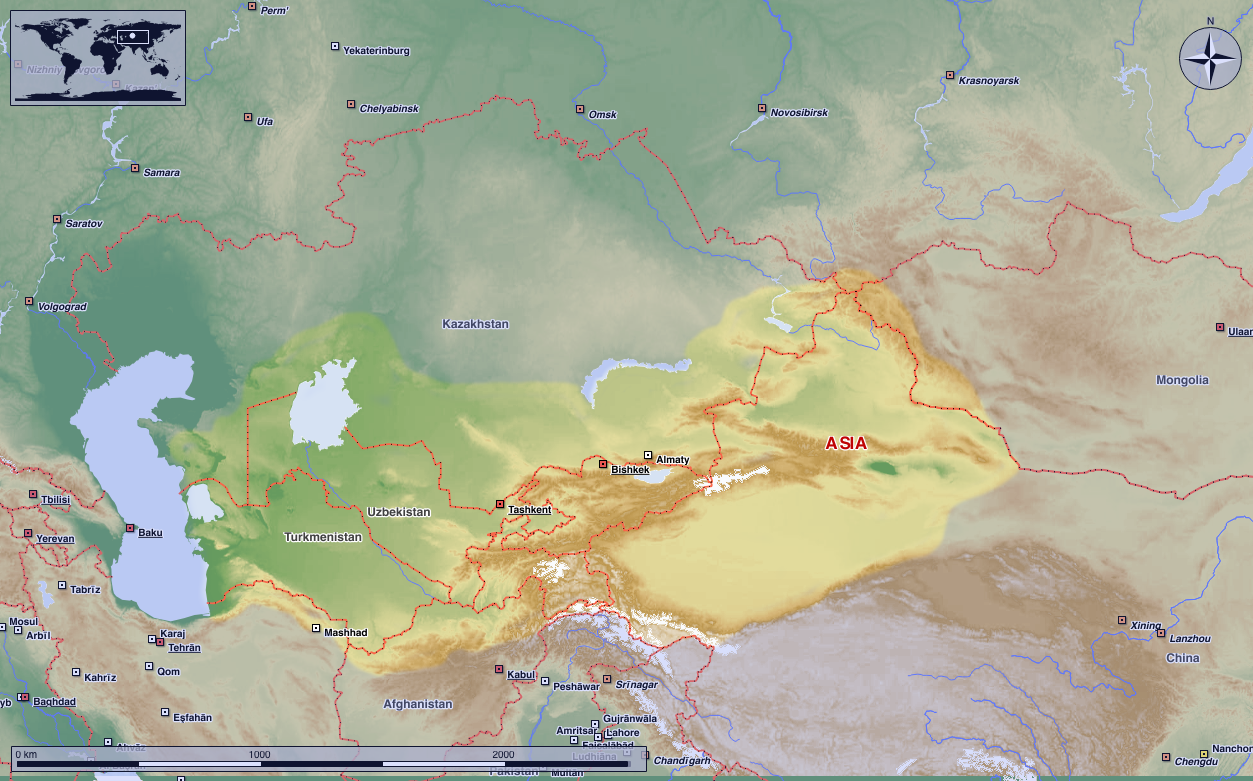
Turkiestan (wyróżniony jakrawszymi kolorami) na tle granic współczesnych państw

Tradycyjnie rozróżnia się Turkiestan Zachodni i Wschodni, zwany też Chińskim. W ramach tego pierwszego można wyodrębnić dwa regiony. Pierwszy to tzw. Zarzecze (łac. Transoxania, arab. ‏ما وراء النهر‎ Mā Warāʾ an-Nahr), leżące pomiędzy Syr-darią a Amu-darią. Jest to suchy, półpustynny teren, który ze względu na wczesny rozwój systemu irygacji stał się ośrodkiem miejskiej cywilizacji skoncentrowanej wokół oaz. Drugim regionem Turkiestanu Zachodniego jest Siedmiorzecze, rozciągające się na północny wschód od Syr-Darii i na północ od masywu Tienszan aż do podnóża Ałtaju. Na północy granicą Siedmiorzecza jest granica syberyjskich lasów, na zachodzie rozciąga się ono w sposób nieprzerwany aż do ukraińskich stepów; na wschodzie jest ono ograniczone przez pasma podgórskie rozciągające się od Ałtaju aż do Tienszanu. Był to teren na którym aż do niedawnych czasów dominowała ludność koczownicza, mająca tutaj bazę dla swoich najazdów na ludność osiadłą, która pozwalała zakładać różne stepowe imperia.
Turkiestan Wschodni jest zdominowany przez pustynię Takla Makan, ograniczoną przez Tienszan na północy, Pamir na zachodzie i Kunlun na południu. Jest to jeden z najgorętszych i najbardziej nieprzyjaznych terenów na ziemi. Osadnictwo ludzkie zawsze było tutaj skupione w stosunkowo nielicznych, wyżej położonych oazach, korzystających z wody rzek ginących na pustyni Takla Makan, z których największą jest Tarym. Historyczne znaczenie tego regionu polegało głównie na istnieniu w jego oazach miast stanowiących przystanki na Jedwabnym szlaku.